# 徐寛煕
徐 寛煕（ソ・グァニ、朝鮮語: 서관히あるいは서관희/徐寬熙、1923年 - 1998年3月）は、朝鮮民主主義人民共和国の政治家。第4・5・6・7・8・9期最高人民会議代議員、政務院副総理。主体農法の創案者である。金正日の意を受けた張成沢によって、粛清された（深化組事件）。

## 経歴
モスクワ大学卒。平壌市人民委員会農業部長・農業管理局長、同市農村経理委員会委員長、同市人民委員会委員長、朝鮮農業勤労者同盟平壌市委員長、政務院農業委員会第1副委員長・委員長、朝鮮労働党中央委員会委員、政務院副総理、朝鮮労働党中央委員会農業担当書記などを務めた。
1996年から1997年にかけて天候不順と主体農法（北朝鮮式農業）の失敗で北朝鮮（朝鮮民主主義人民共和国）では300万人規模ともいわれる餓死者が出た。1994年の金日成死去後の、いわゆる「苦難の行軍」と呼ばれた時期である。
飢餓に苦しむ人びとは爆発寸前であり、農業を重視した金日成の死後、古参幹部の扱いにも困っていた金正日は、大粛清による政治攻勢を計画し、その責任者に義弟の張成沢を指名した。張成沢は飢餓の全責任を徐寛煕に負わせるべく、彼を「ずっと身分を偽ってきた米国のお抱えスパイ」だとしてスパイ事件をでっちあげた。1997年の旧盆の日、徐寛煕は張成沢ら党幹部によって人民の党に対する不満を逸らすための生贄として平壌直轄市の人民裁判場に連行され、集まった群衆に投石をさせながら公開処刑におよんだ。彼は人々の怒りのスケープゴートになってしまった。
あまりのことに、「もし本当に徐寛煕がアメリカ合衆国のスパイだったなら、金日成と一緒に農業部門の指導事業をしてきたこれまでの長い間、（いくらでもチャンスがあったのに）どうして彼は金日成を殺さなかったのだろう」という疑問をもつ者も当然あらわれた。この頃から北朝鮮では食糧難というだけでなく、人間不信の念から「自分の背中も信じられないから背を下にして寝る」という言葉が生まれたという。
徐寛煕処刑を皮切りに、文聖述中央党本部党書記が拷問でなぶり殺され、徐允錫平安南道党責任書記が政治犯収容所に連行されるなど、秘密警察組織（深化組）による2万5,000名余を粛清・処刑の対象とした「深化組事件」が2000年まで継起した。